# Светски пословни дијалог
Светски пословни дијалог (енгл. World Business Dialogue) највећа је међународна послована конфенција коју организују студенти. Она се организује на годишњем нивоу, а домаћин је Organisationsforum Virtschaftskongress (ОФУ). World Business Dialogue је импулсивни конгрес, на којем се анализирају тренутне иновације и друштвени трендови, те се разговара о њиховом утицају и шансама за стварање нових пословних модела. Ова манифестација доводи у контакт врхунске студенте и водеће личности из подручја економије, политике и науке, те им пружа платформу за међугенерацијски и међукултуролошки дијалог.

## Порекло
Овај догађај организује иницијатива студената волонтера: Organisationsforum Virtschaftskongress (ОФУ). Она је непрофитна иницијатива коју воде студенти, те која пружа најбољим студентима прилику да своје теоријско знање претворе у пословне предузетничке активности. Прва конференција је одржана на Универзитету у Келну 1987. Тада је то била само национална конвенција под називом Deutscher Virtschaftskongress.